# ماثيو غرين
ماثيو غرين (بالإنجليزية: Matthew Green)‏ هو سياسي نيوزلندي، ولد في 1840، وتوفي في 1914. انتخب عضو مجلس النواب نيوزيلندا.